# Nesostenodontus formosanus
Nesostenodontus formosanus là một loài tò vò trong họ Ichneumonidae.